# هیکی هلا
هِـیکی هلا (فنلاندی: Heikki Hela؛ زادهٔ ۱۹۶۴ میلادی) آهنگساز، موسیقی‌دان، خواننده، گیتارنواز، و بازیگر اهل فنلاند است.
از فیلم‌هایی که وی در آن‌ها نقش داشته‌است، می‌توان به مادرسالار اشاره نمود.